# Exalphus cavifrons
Exalphus cavifrons là một loài bọ cánh cứng trong họ Cerambycidae.